# Liste von Burgen, Schlössern und Festungen in Bulgarien
Diese Liste führt Burgen, Schlösser und Festungen in Bulgarien auf.

## Burgen, Festungen und Schlösser
| Bild | Name                                          | Erbauungszeit   | Gemeinde                      | Oblast            | Lage | Bemerkungen |
| ---- | --------------------------------------------- | --------------- | ----------------------------- | ----------------- | ---- | --- |
|      | Wrana-Palast                                  | 1904 bis 1914   | Sofia                         | Sofia             |      | Der Wrana-Palast war die Hauptresidenz der Zaren des Dritten bulgarischen Königreichs und ist heute der Wohnsitz des ehemaligen Zaren Simeon. |
|      | Apollonia Pontica                             |                 | Sosopol                       | Burgas            |      | |
|      | Festung Asen (Асенова Крепост)                | 11. Jh.         | Assenowgrad                   | Plowdiw           |      | erbaut während der Zeit Iwan Assen II. |
|      | Festung Baba Wida (Баба Вида)                 | 10. Jh.         | Widin                         | Widin             |      | Herrschaftssitz während des Königreichs Widin |
|      | Sommerschloss Baltschik (Балчишки дворец)     | 1924            | Baltschik                     | Dobritsch         |      | wurde im Auftrag der rumänische Königin Marie Alexandra Victoria erbaut |
|      | Festung Banja (Крепост Баня)                  |                 | Banja                         | Stara Sagora      |      | |
|      | Festung Belogradtschik (Белограчишка крепост) |                 | Belogradtschik                | Widin             |      | Die heutige Festung wurde während der türkischen Herrschaft im Jahr 1850 unter Sultan Abdülmecit I. fertiggestellt. |
|      | Festung Chissarja (крепост Хисаря)            | Antike          | Chissarja                     | Plowdiw           |      | Römische Wehranlage |
|      | Dorostol (Силистренска крепост)               | Antike          | Silistra                      | Silistra          |      | Die heutige Festung wurde während der türkischen Herrschaft erbaut |
|      | Euxinograd (Евксиноград)                      | 1882/83         | Warna                         | Oblast Warna      |      | Frühere neobarocke Sommerresidenz der bulgarischen Zaren am Schwarzen Meer. Tagungsplatz bulgarischer Regierungen. Touristisch erschlossen. |
|      | Festung Karasura (Карасура)                   | Antike          | Rupkite                       | Stara Sagora      |      | Spätrömische Wegestation (statio milliaria) an der antike Via Militaris |
|      | Festung Castra Martis (Кастра Мартис)         | Antike          | Kula                          | Widin             |      | Spätrömisches Kastell (Castrum) an der Untere Donaugrenze - Donaulimes |
|      | Festung Kaliakra (Крепост Калиакра)           | Antike          | Kap Kaliakra                  | Dobritsch         |      | Im Mittelalter befand sich hier die gleichnamige, strategisch wichtige Festung. Im 13. Jahrhundert wurde sie unter dem Despoten Dobrotiza zur Hauptstadt eines bulgarischen Teilreiches. |
|      | Festung Krakra (Крепост Кракра)               | nach 809        | Pernik                        | Pernik            |      | |
|      | Mesemvria (Несебър)                           |                 | Nessebar                      | Burgas            |      | Mittelalterliche Festung am Schwarzen Meer, beherrscht von den Bulgaren und Byzantiner |
|      | Burg Matotschina (Маточина)                   |                 | Swilengrad                    | Chaskowo          |      | |
|      | Festung Melnik (Крепост Мелник)               |                 | Melnik                        | Pernik            |      | Die heutige Festung entstand im 12. Jahrhundert während der Herrschaft des mächtigen Boljaren Alexius Slaw |
|      | Festung Nikopol (Никополска крепост)          | Antike          | Nikopol                       | Chaskowo          |      | Die heutige Festung wurde von den Türken erbaut. |
|      | Festung Owetsch (Крепост Овеч)                | 12. Jahrhundert | Lowetsch                      | Lowetsch          |      | Im Mittelalter war die mächtige Festung der Sitz der bulgarische Zarendynastie Assen |
|      | Festungsanlage Pliska (Плиска)                | 7. Jahrhundert  | Pliska                        | Schumen           |      | Die erste Hauptstadt des bulgarischen Reiches und bedeutendes Zentrum der altkirchenslawischen Schriftkultur |
|      | Festungsanlage Preslaw (Преслав)              | 9. Jahrhundert  | Weliki Preslaw                | Schumen           |      | Die ehemalige bulgarische Hauptstadt war einer der Zentren der Slawische Kultur. Im 10. Jahrhundert entstand hier am Hofe der bulgarischen Zaren das kyrillische Alphabet |
|      | Festung Prowadija (Провадийска крепост)       | 4. Jahrhundert  | Prowadija                     | Warna             |      | Ende des 17. Jahrhunderts wurde die Festung endgültig aufgegeben |
|      | Festung Schumen (Шуменска крепост)            | 4. Jahrhundert  | Schumen                       | Schumen           |      | 4. Jahrhundert v. Chr. |
|      | Festung Trajans Tore (Траянови врата)         | Antike          | Ichtiman                      | Oblast Sofia      |      | Der römische Kaiser Trajan errichtete die Festung Stipon, die heute jedoch nach ihm benannt ist und sich über den gleichnamigen Pass Porta Trajana (Gate of Trajan) befindet. |
|      | Burg Ustra (крепост Устра)                    | 10. Jahrhundert | bei Ustren, Gemeinde Dschebel | Oblast Kardschali |      | Ustra ist eine Burg im östlichen Rhodopengebirge, südwestlich des Dorfes Ustren auf einem Hügel etwa 800 m. Die Burg wurde zum Schutz einer wichtigen Handelsroute erbaut. Unter Simeon I. eingenommen, nach seinem Tod an Byzanz als Gegenleistung für die Anerkennung des Kaisertitels der bulgarischen Herrscher zurückgegeben. Zwischen dem 12. und 14. Jahrhundert häufige Besitzwechsel. Heute Burgruine. |
|      | Festung Versinikia (Версиникия)               |                 |                               |                   |      | hier fand die Schlacht von Adrianopel (813) statt. |
|      | Festung Zarewez (Царевец)                     | 12. Jahrhundert | Weliko Tarnowo                | Weliko Tarnowo    |      | Die ehemalige Hauptstadt des Zweiten Bulgarenreichs |
|      | Festung Zepina (Цепина)                       | 1. Jahrhundert  | Dorkowo, nah Welingrad        | Pasardschik       |      | Die ehemalige Hauptstadt des Reiches von Alexius Slaw |

## Weitere Festungen
- Festung Faros (oder Pirgos) in Burgas
- Festung Kritschim
- Festung Mahmulkowo - bei Petrowa Niwa
- Festung Markeli - bei Karnobat
- Festung Mezek, bei Ljubimiz
- byzantinische Festung Neutzikon in Swilengrad
- Die Festung Rachowez
- Festung Rusokastro bei Burgas
- Festung Sadijsko Pole (bulg. Съдийско поле)
- Festung Serdika in Sofia
- Festungen bei Schrebtschewo (bulg. Жребчево)
- Festung auf dem Gipfel Sweti Ilija (bulg. връх Свети Илия)
- Festung "Triagalnika" - Sopot (Bulgarien)
- Festung Wjadiza (bulg. Вядица; oder Wjatniza – bulg. Вятница)

### Festungen im Rhodopengbirge
Zusammenstellung der Festungen:
- Festungsanlage Perperikon
- Festung Justina
- Festung Kaleto
- Festung Perestiza
- Festung Poljankite
- Festung Such Warch
- Festung Tepeto
- Festung Schelenik
- Festung Malassar
- Festung Monjak
- Festung Paschino Bardo
- Festung Assen
- Festung Kritschim
- Festung Mesek
- Festung Tamrasch Kale
- Festung Dragowez
- Kleine Kritschim Festung
- Festung Metscheka
- Festung Gorkata
- Festung Chisara
- Festung Bjalata Skala
- Festung Ljutiza
- Festung Zepina
- Festung Kriwus
- Festung Bjalo Kale
- Festung Kaursko Kale
- Festung Wischegrad
- Festung Fotin
- Festung Boruna
- Festung Asara
- Festung Isara
- Festung Usipa
- Festung Bobralaschko Kale
- Festung Momino Kale
- Festung Gradischte
- Festung Bijok Asar
- Festung Jumruk
- Festung Kokum Kale
- Festung Kaleto (bulg. крепост Калето)